# Francesco Crispi (cacciatorpediniere)
Il Francesco Crispi è stato un cacciatorpediniere della Regia Marina. L'unità deve il suo nome a Francesco Crispi, patriota e ministro del Regno d'Italia.

## Storia
Nel 1928 urtò lo scoglio della Meloria, rimanendo danneggiato.
All'entrata dell'Italia nella seconda guerra mondiale formava con il capoclasse Sella la IV Squadriglia Cacciatorpediniere, di base a Rodi.
Durante tale conflitto, essendo tra i cacciatorpediniere più anziani in servizio, fu impiegato nel più tranquillo Mar Egeo in funzione di scorta ai convogli e di caccia antisommergibile.
All'inizio del 1941 subì lavori di adattamento, contemporaneamente al Sella, per essere impiegato come unità d'appoggio ai mezzi d'assalto: a centro nave furono ricavate selle su cui potevano essere collocati 6 "barchini esplosivi", nonché piccole gru, azionate elettricamente, per sollevare tali mezzi e metterli in acqua; l'equipaggio fu addestrato a queste manovre, giungendo ad impiegare per la loro esecuzione appena 30-40 secondi.
Nel gennaio 1941 insieme al Sella partì per una prima missione come avvicinatore di barchini esplosivi per una missione contro Suda, ma dovette rientrare perché informato della partenza delle navi dal porto cretese.
In febbraio lasciò nuovamente la base, sempre in compagnia del Sella, per un secondo tentativo di attacco contro Suda, ma fu fatto tornare di nuovo in porto perché il numero ed il tipo delle navi ormeggiate a Suda faceva ritenere di poca importanza un attacco.
Il 25 febbraio, in seguito all'occupazione britannica dell'isolotto di Castelrosso, imbarcò a Rodi, insieme al Sella ed alle torpediniere Lupo e Lince, 240 uomini che sbarcò poi a Castelrosso (lo sbarco fu reso difficoltoso dal mare mosso, ma l'isola tornò in mano italiana).
Nell'ambito di una nuova missione contro Suda, fu dislocato a Stampalia insieme all'unità gemella. Comandante del Crispi era il capitano di fregata Ugo Ferruta. Tra le 16.30 e le 17.30 del 25 marzo 1941 le due unità della IV Squadriglia lasciarono Stampalia dirette in un punto stabilito, a 6 miglia dalla penisola di Akrotiri, dove giunsero alle 23.30 di quel giorno; nel giro di qualche minuto misero in mare 6 barchini esplosivi ed alle 23.41 intrapresero la rotta di rientro. I barchini attaccarono le unità britanniche a Suda riportando un discreto successo: vennero semiaffondati l'incrociatore pesante HMS York e la nave cisterna Pericles, se pur tale risultato fu pagato con la cattura – peraltro prevista – dei 6 piloti.
Il 27 maggio dello stesso anno scortò insieme alle torpediniere Lince, Libra e Lira ed a due MAS il convoglio (piroscafi Giulio Orsini e Tarquinia, vaporetto lagunare Giampaolo, rimorchiatori Aguglia ed Impero, navi frigorifere Assab ed Addis Abeba, piroscafo fluviale Porto di Roma, pescherecci S. Giorgio, S. Antonio, Plutone e Navigatore, nave cisterna Nera, cisterne portuali CG 89 e CG 167) che trasportava il contingente italiano inviato a Creta (2400 uomini del 9º Reggimento Fanteria, 50 marinai, 13 carri armati leggeri, 350 muli, 4 automezzi). Alle 14 del 28 maggio lasciò il convoglio e bombardò con le proprie artiglierie il faro e la stazione di Capo Sidero (Creta), ricongiungendosi con il convoglio alle 15.45; dalle 16.45 alle 17.20 assisté lo sbarco nella baia di Sitia tenendosi pronto ad aprire il fuoco contro eventuali nuclei di resistenza, ma non ce ne fu bisogno. Si avviò quindi sulla rotta di ritorno alle 17.20.
Durante l'attività di scorta in Egeo subì più volte attacchi aerei; il 27 novembre 1942 fu centrato e danneggiato da una bomba.
Sempre nel corso del 1942 le due mitragliere da Vickers-Armstrongs da 40 mm furono rimpiazzate da quattro Breda 20/65 Mod. 1935.
L'armistizio lo sorprese al Pireo e qui venne catturato dai tedeschi. Fu incorporato nella Kriegsmarine come TA 15.
Subì lavori di modifica che videro l'aggiunta di mitragliere contraeree Bofors da 40/56 mm e Breda 37/54 mm.
L'8 marzo 1944 venne attaccato da velivoli britannici a settentrione di Creta e, colpito da bombe razzo, andò a fondo.
Fu recuperato ma, il 12 ottobre 1944, fu di nuovo colpito da aerei mentre si trovava al Pireo ed affondò nel porto ellenico.

## Comandanti
Capitano di fregata Ugo Ferruta (nato a Firenze il 26 febbraio 1902) (10 giugno 1940 - 30 giugno 1941)
Capitano di fregata Gennaro Coppola (nato a Massalubrense il 25 dicembre 1899) (20 febbraio 1942 - 30 giugno 1942)